# Dentilabus rufipes
Dentilabus rufipes är en stekelart som först beskrevs av Léon Abel Provancher 1875.  Dentilabus rufipes ingår i släktet Dentilabus och familjen brokparasitsteklar. Utöver nominatformen finns också underarten D. r. consors.